# مقتل جونكو فوروتا
جونكو فوروتا (باليابانية: 古田 順子، فوروتا جونكو، 18 يناير 1971 – 4 يناير 1989) كانت طالبة يابانية في المدرسة الثانوية تبلغ من العمر 17 عامًا، تم اختطافها واغتصابها وتعذيبها وقتلها. وقد تعرضت لهذا الاعتداء الوحشي على يد أربعة مراهقين ذكور: هيروشي ميانو (18 عامًا)، جو أوغورا (17 عامًا)، شينجي ميناتو (16 عامًا)، وياسوشي واتانابي (17 عامًا)، واستمر تعذيبها لمدة 40 يومًا بدءًا من 25 نوفمبر 1988. تُعرف القضية في اليابان باسم "قضية قتل طالبة الثانوية المغلفة بالخرسانة"، حيث عُثر على جثتها داخل برميل مملوء بالخرسانة. تراوحت الأحكام الصادرة بحق الجناة بين 7 و20 عامًا في السجن. صدمت وحشية هذه الجريمة المجتمع الياباني، إذ تُعتبر من أسوأ الجرائم التي ارتكبها قاصرون في تاريخ اليابان منذ الحرب العالمية الثانية.

## خلفية الأحداث
وُلدت جونكو فوروتا في 18 يناير 1971 ونشأت في مدينة ميساتو بمحافظة سايتاما، حيث عاشت مع والديها وأخيها الأكبر وأخيها الأصغر. كانت طالبة في الصف الثالث الثانوي في مدرسة ياشيو-مينامي الثانوية في وقت مقتلها، وكانت تعمل في مصنع لصب البلاستيك منذ أكتوبر 1988 لتوفير المال لرحلة تخرجها المخطط لها. كما قبلت وظيفة في متجر إلكترونيات كانت تعتزم العمل فيه بعد التخرج. كانت فوروتا محبوبة من زملائها ومعلميها، وكانت تحظى بدرجات عالية ونادراً ما تتغيب عن المدرسة. ووفقًا لأصدقائها، كانت تحلم بأن تصبح مغنية مشهورة (آيدول).
أما الجناة الأربعة الرئيسيون في الجريمة فهم: هيروشي ميانو (18 عامًا)، جو أوغورا (17 عامًا)، شينجي ميناتو (16 عامًا)، وياسوشي واتانابي (17 عامًا)، وقد أُشير إليهم في وثائق المحكمة بالحروف "A"، "B"، "C"، و"D" على التوالي. كما ذُكر كل من تيتسوو ناكامورا وكويتشي إهارا (كلاهما 16 عامًا) بالحرفين "E" و"F". كان الأربعة الرئيسيون قد تركوا المدرسة الثانوية في صيف عام 1988 وانخرطوا في الجريمة المنظمة كأعضاء صغار في الياكوزا. استخدموا منزل عائلة ميناتو في أداشي بطوكيو كمقر لهم. ومنذ أكتوبر، بدأوا في ارتكاب جرائم مختلفة مثل السرقة (خطف الحقائب وسرقة السيارات)، والاعتداء، والاغتصاب. في 8 نوفمبر، اختطفوا امرأة تبلغ من العمر 19 عامًا في أداشي واغتصبوها جماعيًا في فندق هناك. وفي 27 ديسمبر، أثناء احتجاز فوروتا، اختطفوا امرأة أخرى في التاسعة عشرة من عمرها واغتصبوها جماعيًا في نزل هناك.

## الاختطاف والتعذيب
في مساء يوم 25 نوفمبر 1988، كان ميانو وميناتو يتجولان في مدينة ميساتو على دراجتيهما الناريتين بنية سرقة واغتصاب نساء من المنطقة، ولاحظا فوروتا وهي في طريق عودتها إلى منزلها من عملها الجزئي. وبتعليمات من ميانو، قام ميناتو بركل فوروتا من على دراجتها وفرّ من المكان. اقترب ميانو من فوروتا متظاهراً بأنه شاهد الهجوم صدفة، وعرض عليها أن يرافقها إلى منزلها. وبعد أن كسب ثقتها أكثر، اصطحبها إلى مستودع قريب وهددها، وأخبرها أنه عضو في الياكوزا وأنه سيبقيها على قيد الحياة فقط إذا أطاعت أوامره.
في تلك الليلة، أخذ ميانو فوروتا بسيارة أجرة إلى فندق في أداتشي، حيث قام باغتصابها. ثم اتصل بمنزل ميناتو وتفاخر أمام أوغورا بما فعله، وبعد ذلك أخبره أوغورا بألا يسمح لفوروتا بالمغادرة. في الساعات الأولى من صباح 26 نوفمبر، أخذ ميانو فوروتا إلى حديقة قريبة من الفندق، حيث كان أوغورا وميناتو وواتانابي في انتظارهم. أخبروها بأنهم يعرفون مكان سكنها، وأن الياكوزا سيقتلون عائلتها إذا حاولت الهرب. وافق ميناتو على احتجاز فوروتا في غرفة في الطابق الثاني من منزله في أداتشي ليتم اغتصابها جماعياً. تم احتجاز فوروتا لمدة 40 يوماً كاملة.
في 27 نوفمبر، تواصل والدا فوروتا مع الشرطة للإبلاغ عن اختفائها. ولثنيهم عن متابعة التحقيق، أجبرها الخاطفون على الاتصال بوالدتها ثلاث مرات لإقناعها بأنها هربت من المنزل لكنها بخير وتقيم مع أصدقاء. وعندما كان والدا ميناتو في المنزل حيث كانت محتجزة، أُجبرت فوروتا على التظاهر بأنها صديقته. وتوقفوا عن هذا التظاهر عندما أصبح واضحاً أن والدي ميناتو لن يبلغا الشرطة. وادعى الوالدان لاحقاً أنهما لم يتدخلا لأنهما كانا يخشيان من ابنهما الذي أصبح عنيفاً تجاههما بشكل متزايد.
في ليلة 28 نوفمبر، قام ميانو والآخرون، إلى جانب ناكامورا وإهارا، باغتصاب فوروتا جماعياً، ثم قام ميانو بحلاقة شعر عانتها بشفرة حلاقة وأحرق منطقة أعضائها التناسلية بعود ثقاب. وفي أوائل ديسمبر، كعقاب على محاولة هروب، قاموا بضربها مراراً على وجهها، وأحرق ميانو كاحليها بولاعة. كما أجبروها على الرقص عارية على أنغام الموسيقى، والاستمناء أمامهم، والوقوف على الشرفة في منتصف الليل بملابس قليلة، وأدخلوا أشياء في مهبلها وشرجها، بما في ذلك قضيب معدني وزجاجة. كما أجبروها على شرب كميات كبيرة من الكحول والحليب والماء، وتدخين سيجارتين في آن واحد، واستنشاق أبخرة مخفف الطلاء. وفي إحدى الهجمات في منتصف الشهر، قاموا بضربها بحجة أن ميانو داس على بقعة من بولها، ثم أحرق فخذيها ويديها عدة مرات بسائل ولاعة. ومنذ ذلك الوقت تقريباً، بدأت فوروتا، غير قادرة على تحمل الاعتداءات المتكررة، تتوسل أحياناً إلى خاطفيها أن يقتلوها.
وخلال بقية شهر ديسمبر، استمر تصاعد شدة تعذيب فوروتا، وبحلول نهاية الشهر كانت تعاني من سوء التغذية الشديد بعد أن كانت تُعطى كميات قليلة جداً من الطعام وفي النهاية الحليب فقط. وبسبب إصاباتها، لم تعد قادرة على الذهاب إلى الحمام في الطابق السفلي، وأصبحت حبيسة أرضية الغرفة في حالة ضعف شديد. وتغيرت ملامحها بسبب الضرب حتى أصبح وجهها متورماً لدرجة يصعب التعرف عليها، وبدأت جروحها تصدر رائحة كريهة.

## القتل والتحقيق
في 4 يناير 1989، وبعد أن خسر مالًا في لعبة المهجونغ في الليلة السابقة، قرر هيروشي ميانو تفريغ غضبه على جونكو فورتا. أشعل شمعة وسكب شمعًا ساخنًا على وجهها، ووضع شمعتين قصيرتين على جفنيها، وأجبرها على شرب بولها. ثم رفعها وركلها، فسقطت على جهاز استريو وبدأت تصاب بتشنجات. ولكي لا تتلطخ أيديهم بالدماء، ارتدى الجناة أكياسًا بلاستيكية قبل أن ينهالوا عليها بالضرب باستخدام قبَضاتهم وكرة حديدية للتمارين الرياضية، ثم ألقوا الكرة على بطنها عدة مرات. سكب ميانو سائلًا قابلاً للاشتعال على جسد فورتا وأشعل فيها النار؛ فحاولت بصعوبة إطفاء نفسها، لكنها توقفت عن الحركة بعد ذلك بفترة قصيرة. استمر الاعتداء قرابة ساعتين، وتوفيت فورتا حوالي الساعة العاشرة صباحًا.
بعد أقل من 24 ساعة على وفاتها، اتصل شقيق ميناتو ليخبره أن فورتا تبدو ميتة. خوفًا من اكتشاف جريمتهم، لفّ أفراد المجموعة جثة فورتا ببطانية ووضعوها في حقيبة سفر كبيرة، ثم وضعوا الحقيبة داخل برميل معدني وملأوه بالخرسانة الرطبة. حوالي الساعة الثامنة مساءً من يوم 5 يناير، قاد أفراد المجموعة السيارة إلى قطعة أرض خالية قرب موقع بناء في جزيرة واكاسو بمنطقة كوتو في طوكيو، وتخلصوا من البرميل هناك.
في أوائل عام 1989، تم اعتقال ميانو وأوجورا بتهمة اختطاف واغتصاب جماعي لامرأة تبلغ من العمر 19 عامًا في ديسمبر 1988. وخلال استجواب الشرطة لميانو، ظن خطأً أن أوجورا قد اعترف بالفعل بجريمة قتل فورتا وأن الشرطة تعرف بالأمر، فدلهم على مكان الجثة. وقد أصيب المحققون بالحيرة من اعترافه، لأنهم كانوا يستجوبونه بشأن جريمة قتل أخرى. وفي 29 مارس، تم العثور على البرميل الذي يحتوي على جثة فورتا، وتم التعرف عليها من خلال بصمات الأصابع. كما تم اعتقال ميناتو وواتانابي وشقيق ميناتو، وناكامورا، وإهارا.

## المحاكمة وردود الفعل
حجبت هويات المتهمين من قبل المحكمة لأنهم جميعًا كانوا قُصّرًا قانونيًا (تحت سن 20 عامًا). لكن صحفيين من مجلة "شوكان بونشون" كشفوا عن هوياتهم ونشروها، معتبرين أن المتهمين لا يستحقون حماية هويتهم بسبب فظاعة الجريمة. في يوليو 1990، أُدين جميع المتهمين وصدر بحقهم أحكام من محكمة طوكيو الجزئية بتهم الاختطاف بغرض الاعتداء الجنسي، الاحتجاز، الاغتصاب، الاعتداء، القتل، والتخلص من الجثة. استأنف الأربعة الأحكام، وفي يوليو 1991، تمت إعادة الحكم على ثلاثة منهم بأحكام أطول من قبل محكمة طوكيو العليا.
- حُكم على هيروشي ميانو في البداية بالسجن 17 سنة، ثم زيدت المدة إلى 20 سنة، وهي من أطول العقوبات في اليابان باستثناء السجن المؤبد الذي طالبت به النيابة. باع والدا ميانو منزل العائلة ودفعا لوالدي فوروتا تعويضًا قدره 50 مليون ين (حوالي 350 ألف دولار أمريكي آنذاك)، واعتُبر ذلك ظرفًا مخففًا في الدفاع عن ابنهم. أظهر التقييم النفسي الذي أمرت به المحكمة أن ميانو يعاني من صعوبات تعلم أثرت على تطوره العاطفي وليس على وظائفه الدماغية. بعد خروجه من السجن عام 2009، غيّر اسمه إلى "يوكوياما"، وتورط لاحقًا في قضايا احتيال مصرفي لكنه لم يُدان.[5]

- أما جو أوغورا فحُكم عليه بالسجن من 5 إلى 10 سنوات، وأُطلق سراحه عام 1999، وغير اسمه إلى "كاميساكو". عمل في مجال تكنولوجيا المعلومات وتزوج من امرأة صينية وانتقل إلى محافظة تشيبا، لكنه طلقها وعاد للعيش مع والدته في سايتاما. فقد عمله بعد انكشاف ماضيه، وعاد للانخراط في عالم الجريمة، ثم اعتُقل عام 2004 بتهمة الاعتداء على شخص كان يعتقد أنه على علاقة بصديقته، وحُكم عليه بالسجن أربع سنوات. بعد خروجه عام 2009، عاش وحيدًا وتوفي في حادث عام 2022 عن عمر 51 عامًا.[6]

- شينجي ميناتو حُكم عليه في البداية بالسجن من 5 إلى 6 سنوات، ثم زيدت المدة إلى 5 إلى 9 سنوات. لم يُتهم والداه أو أخوه بأي تهم. بعد الإفراج عنه عام 1998، عاش مع والدته، واعتُقل عام 2018 بتهمة محاولة قتل شخص في شجار على موقف سيارة، وحُكم عليه بالسجن مع وقف التنفيذ.[5]

- أما ياسوشي واتانابي فحُكم عليه في البداية بالسجن من 3 إلى 4 سنوات، ثم زيدت المدة إلى 5 إلى 7 سنوات. استأنف الحكم أمام المحكمة العليا في اليابان لكن طُعن في استئنافه، وأُفرج عنه عام 1996. بحلول عام 2005، أصيب بمرض عصبي وتوفي عام 2021 عن عمر 49 عامًا.[7][8]

- أما تيتسوو ناكامورا وكويتشي إهارا، اللذان شاركا في اغتصاب فوروتا دون المشاركة في قتلها، فقد أُفرج عنهما من مركز الأحداث بحلول عام 2000.

منذ بداية تداول القضية في الإعلام، تلقت شرطة طوكيو العديد من الاتصالات والمطالبات من الرأي العام تطالب بإنزال أشد العقوبات بالجناة، بما في ذلك السجن المؤبد أو الإعدام. وواجه مكتب الادعاء العام في طوكيو انتقادات لعدم مطالبته بعقوبات أشد على باقي الجناة، كما انتقدت المحكمة بسبب ما اعتبره البعض أحكامًا مخففة، رغم أن غالبية القانونيين الذين استطلعتهم صحيفة "أساهي شيمبون" رأوا أن الأحكام متوافقة مع السوابق القضائية.
في قضية قتل زوجين في ناغويا عام 1988، أصدرت المحكمة حكم الإعدام على المتهم الرئيسي (19 عامًا) والسجن المؤبد على متهم آخر (17 عامًا)، ما أدى إلى مقارنات مع قضية فوروتا. وفسر بعض القانونيين الفرق في الأحكام بعدد الضحايا (اثنان في قضية ناغويا مقابل ضحية واحدة في قضية فوروتا)، حيث نادرًا ما يُطبق حكم الإعدام في اليابان إذا كان هناك ضحية واحدة فقط، إضافة إلى أن النية المسبقة للقتل كانت أوضح في قضية ناغويا مقارنة بقضية فوروتا.

## ما بعد الجريمة
أُقيمت جنازة جونكو فوروتا في 2 أبريل 1989. وخلال المراسم، ألقت إحدى صديقاتها كلمة رثاء كتبها زملاؤها في الصف، جاء فيها:
| مقتل جونكو فوروتا | جون-تشان، أهلاً بعودتك. لم أكن أحلم أبداً أن نلتقي مجدداً بهذه الطريقة. لقد تعرضتِ لمثل هذه القسوة، أليس كذلك؟ مررتِ بالكثير، أليس كذلك؟ أشعر بالحزن على نفسي لأنني واصلت العيش دون أن أعلم بما كان يحدث. كنتِ دائماً لطيفة ومبتهجة، يا جون-تشان. الزي الذي صنعناه لمهرجان المدرسة بدا رائعاً عليكِ. لن أنسى ذلك أبداً. لن نسمح أبداً بأن تذهب وفاة جون-تشان سدى. ونحن نخطو نحو مرحلة البلوغ، سنسعى لعالم لا توجد فيه مثل هذه الجرائم البشعة. سنبذل قصارى جهدنا، وسنحتفظ بجون-تشان في قلوبنا ونتقدم إلى الأمام. حتى المدير جلب شهادتكِ. وبفضل ذلك، تمكنا جميعاً، نحن الـ47 في الصف 3-8، من التخرج. جون-تشان... لم يعد هناك ألم أو معاناة الآن. ارقدي بسلام. وداعاً، جون-تشان | مقتل جونكو فوروتا |

وقد قدم صاحب العمل الذي كانت فوروتا تنوي العمل لديه مستقبلاً لوالديها الزي الرسمي الذي كانت سترتديه في وظيفتها، ووُضع في نعشها. وفي حفل تخرجها، سلم المدير والديها شهادتها. أما المكان في واكاسو حيث عُثر على جثتها، فقد أصبح اليوم منطقة صناعية.